# Palacio presidencial de Kabul
El Palacio presidencial de Kabul o Arg (en pastún: ارګ‎; en persa: ارگ‎; que significa "Ciudadela") fue la residencia oficial del presidente de Afganistán. Se encuentra en el distrito de Wazir Akbar Khān, (donde también están los ministerios afganos y las embajadas). El Arg fue construido después de la destrucción del Bala Hissar en 1880 por las tropas indias británicas. Ha sido utilizado por muchos reyes y presidentes afganos, desde Abdur Rahman Khan hasta el último presidente de la República Islámica de Afganistán Ashraf Ghani.

## Historia

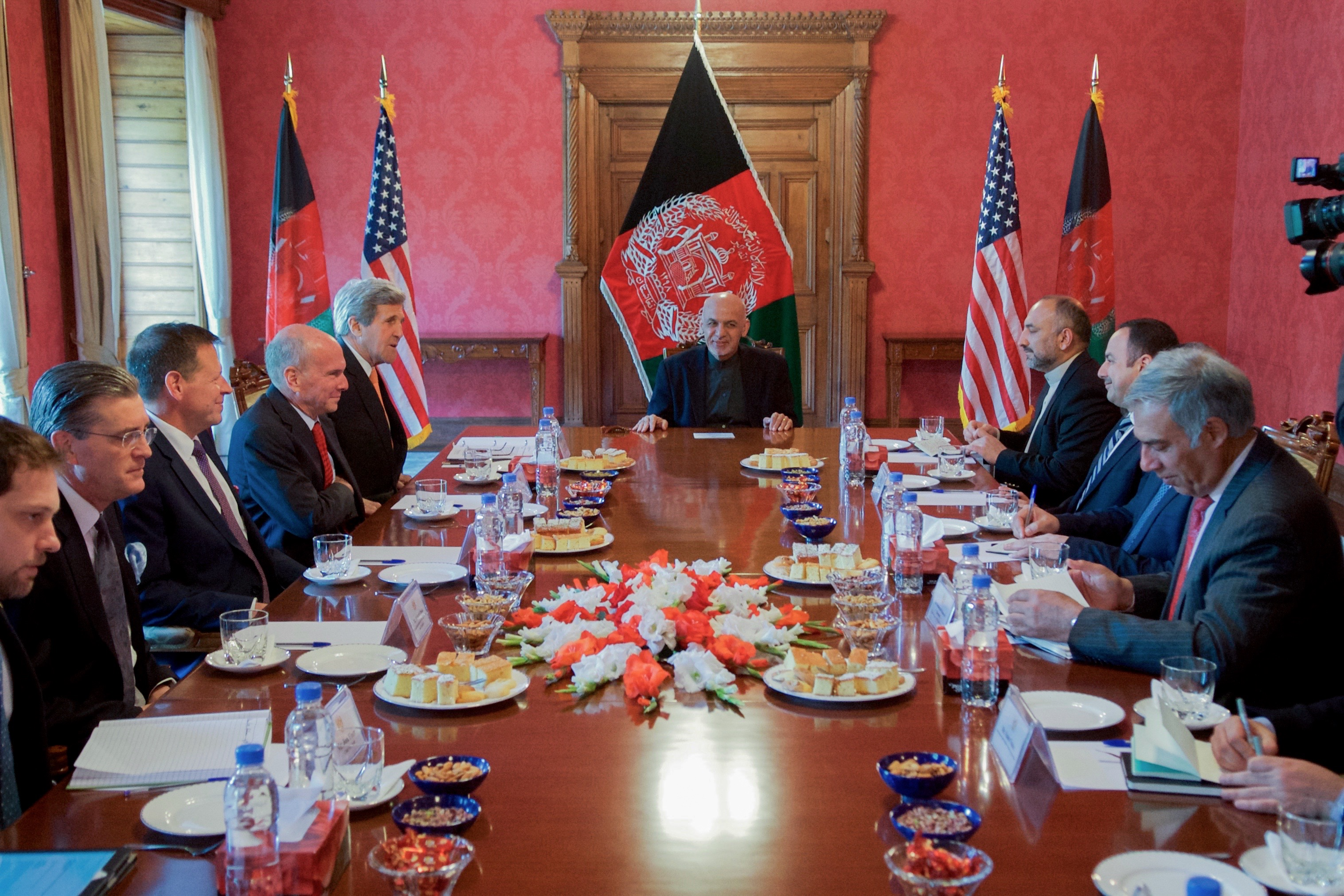
El expresidente afgano Ashraf Ghani con John Kerry

La base del Arg fue establecida por Emir Abdur Rahman Khan  en 1880 después de asumir el trono. Fue diseñado como un castillo con trinchera llena de agua a su alrededor. Abdur Rahman Khan lo llamó Arg-e-Shahi (Ciudadela del Rey) e incluyó entre otros edificios una residencia para su familia, cuarteles del ejército y el tesoro nacional. Anteriormente, Bala Hissar sirvió como ciudadela o sede de los emires hasta que fue destruido por las tropas indias británicas durante la segunda guerra anglo-afgana (1878-1880).
El Arg ha servido como palacio real y presidencial para todos los reyes y presidentes de Afganistán. Sin embargo, Hafizullah Amín también usó el Palacio de Tajbeg como residencia de su familia. Ha sufrido modificaciones y revitalización bajo los diferentes gobernantes. Durante la Revolución de Saur de 1978, Mohammed Daud Khan y su familia fueron asesinados por miembros del Partido Democrático Popular de Afganistán (PDPA) dentro del Arg.

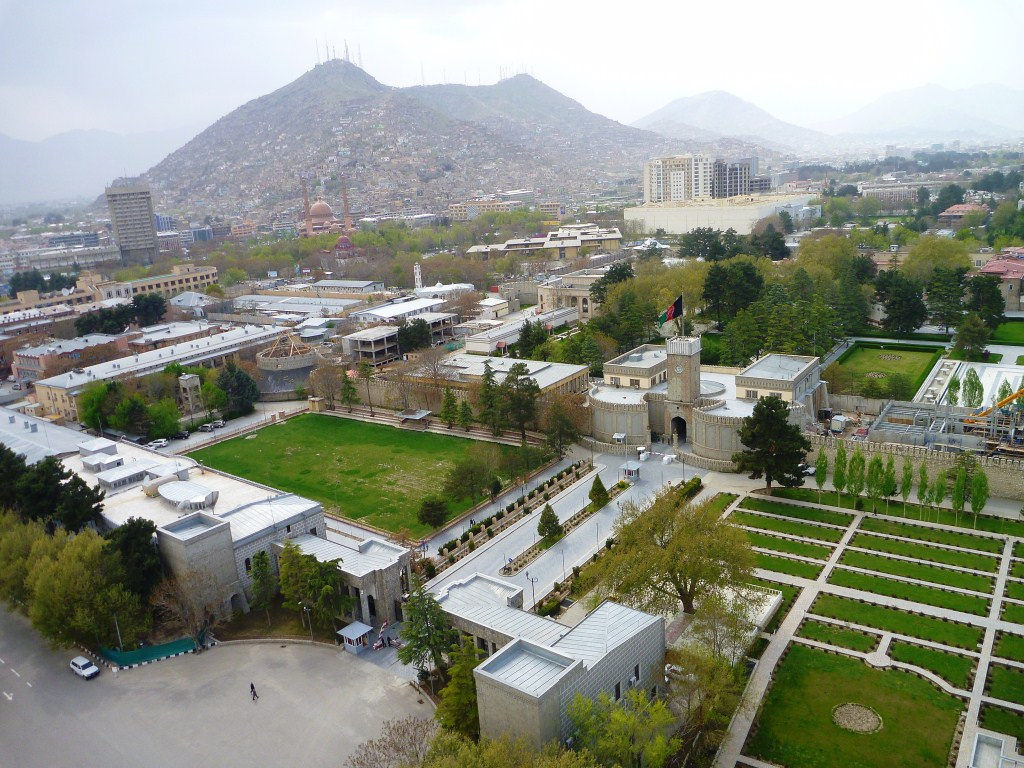
Panorama del Palacio

El 15 de agosto de 2021, tras la ofensiva de los talibanes y la toma de la capital, los talibanes ocuparon el Palacio Presidencial después de que el presidente Ashraf Ghani huyera del país.

## Usos

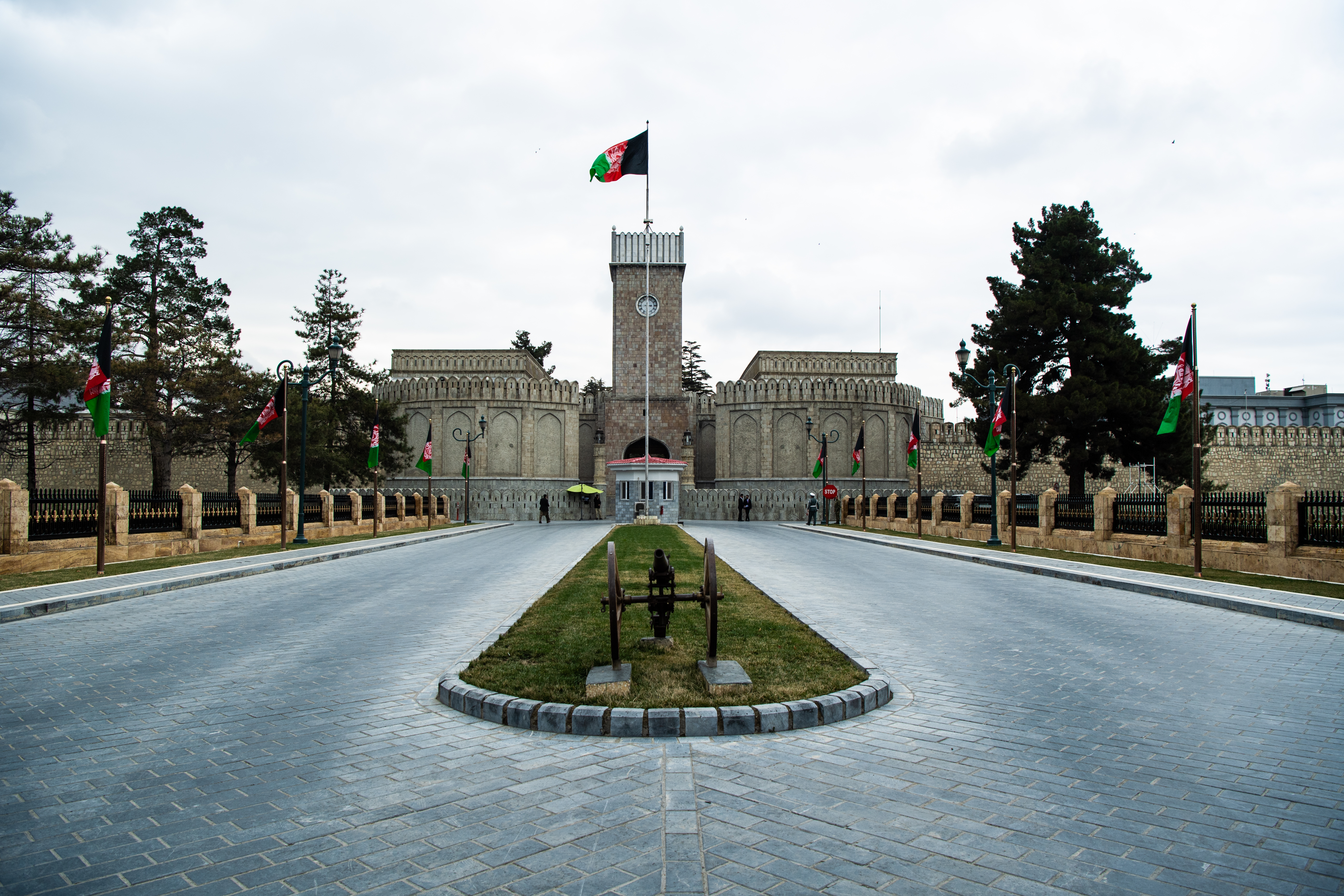
Frente del Palacio.

El Arg hoy consiste en lo siguiente:
- El Gul Khana, que sirve como oficinas para el Presidente Ashraf Ghani y la Oficina de Protocolo del Presidente;
- Las Oficinas del Jefe de Gabinete del Presidente;
- El edificio del Asesor de Seguridad Nacional; y las oficinas del portavoz del presidente.
- Oficinas de las Fuerzas de Seguridad Afganas (ANSF).
- Edificio para la Oficina Administrativa del Presidente.
- Varios edificios para recibir delegaciones o acoger grandes reuniones.